# Сражение на реке Шахе
Сражение на реке Шахе (Шахэ), также Шахэйское сражение — крупное сражение Русско-японской войны.
Бои шли с 5 по 17 октября (по новому стилю) 1904 года. Ни наступление русской армии, ни предпринятое позже контрнаступление японской армии не достигли успехов.

## Ход сражения
В середине сентября 1904 года командующий русской Маньчжурской армией (свыше 200 тысяч человек, 758 орудий, 32 пулемёта) генерал А. Н. Куропаткин по требованию царя решил предпринять наступление против японских сил (1-я, 2-я и 4-я армии, всего до 170 тысяч человек, 648 орудий, 18 пулемётов), возглавляемых маршалом Ивао Ояма, с целью помочь осаждённому Порт-Артуру и попытаться изменить ход войны в пользу России.

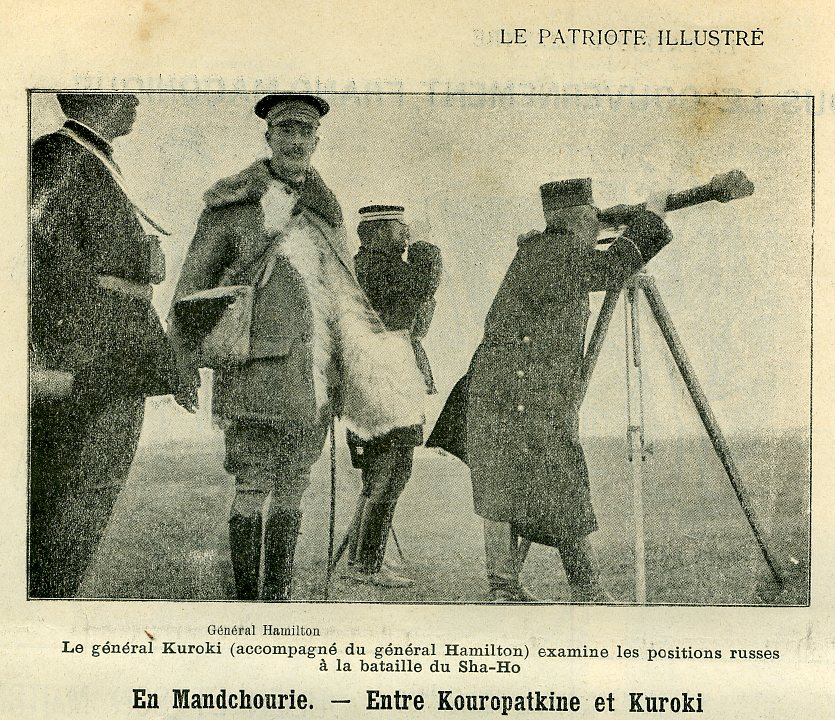
Генерал Куроки осматривает в подзорную трубу русские позиции во время сражения. Рядом (смотрит в объектив) Сэр Гамильтон.

Нанесение главного удара возлагалось на Восточный отряд: генерала Г. К. Штакельберга (1-й, 2-й и 3-й Сибирские корпуса) и отряд генерала Ренненкампфа. Его задача — атаковать с фронта и охватить правый фланг японцев в районе Бэньсиху. Западный отряд генерала А. А. Бильдерлинга наносил вспомогательный удар вдоль железной дороги Ляоян — Мукден. 1-й армейский и 4-й сибирские корпуса составляли резерв. Силы 5-го сибирского корпуса использовались для прикрытия флангов. 6-й сибирский корпус оставлен в районе Мукдена.
22 сентября (5 октября) русские войска начали наступление. При этом объектом действий ставилась не живая сила противника, а только пространство, ограниченное берегом реки Тайцзыхэ, без угрозы тылу японцев, что не исключало возможности их контрнаступления. Подготовка русских к наступлению, о котором в русской армии знали и говорили открыто, не оставалась в секрете от японцев, наводнивших расположение русской армии китайцами-шпионами. Имевшиеся у русской армии карты зияли большими белыми пятнами необследованных районов и вводили войска в заблуждение. Русские войска двигались медленно и вслепую: русская кавалерия при встрече с японской пехотой отступала и никаких сведений о японской группировке противника не давала, а шпионы-китайцы давали явно преувеличенные сведения о японских войсках.
К исходу 23 сентября (6 октября) на правом фланге русские войска достигли Шахе, а на левом подошли к передовым позициям противника и завязали за них упорные бои. Японское командование не ожидало наступления русской армии, но, разгадав намерения русского командования, решило вырвать инициативу. 27 сентября (10 октября) японцы перешли в контрнаступление, нанеся главный удар 2-й и 4-й армиями по войскам Западного отряда (17-й, 10-й армейские корпус и подошедший 6-й Сибирский).
В ночь на 29 сентября (12 октября) 1904 года в период Шахэйского сражения, трём батальонам 139-го пехотного Моршанского и одному батальону 140-го пехотного Зарайского полевых полков удалось внезапным нападением без выстрела овладеть деревней Ендониулу. В том же сражении внезапной ночной атакой 36-й Восточно-Сибирский стрелковый полк овладел Новгородской сопкой. В ходе встречных боёв 29 сентября (12 октября) они оттеснили Западный отряд за Шахе. 30 сентября (13 октября), не сумев сломить сопротивление 1-й японской армии, начал отход Восточный отряд. Последующие боевые действия, носившие преимущественно встречный характер, проходили с переменным успехом. 5(18) октября, понеся большие потери (русские — 40 тысяч человек, японцы — до 20 тысяч), обе стороны приостановили атаки и приступили к укреплению занимаемых позиций. Установился 60-километровый позиционный фронт, что было новым явлением в военном искусстве.
На результатах сражения на реке Шахе сказалось то, что для нанесения главного удара русские выделили всего 1/4 своих войск, примерно такое же количество сосредоточивалось на вспомогательном направлении. Половина оставалась в резерве. Выявились неподготовленность обеих сторон к ведению встречных боёв и их неумение овладеть инициативой, осуществить смелый манёвр и обеспечить взаимодействие войск. Сражение продемонстрировало также возросшее значение разведки, ночных боёв и стрельбы артиллерии с закрытых позиций. По размаху (фронт и глубина около 60 км, продолжительность 14 суток) оно, по существу, представляло собой операцию. Существенного влияния на ход войны сражение не оказало.
В этом сражении погиб известный военный корреспондент того времени Евгений Яковлевич Максимов.

## Итоги
Атаковавшие русские потеряли убитыми и ранеными в сражении на реке Шахэ 40 тысяч солдат, преимущественно оборонявшиеся японцы — 26 тысяч. Сражение окончилось, по сути, ничьей, однако в стратегическом смысле она могла считаться крупным успехом японцев: они отразили последнюю попытку Куропаткина спасти Порт-Артур.